# Itylos oreopola
Itylos oreopola är en fjärilsart som beskrevs av Hayward 1940. Itylos oreopola ingår i släktet Itylos och familjen juvelvingar. Inga underarter finns listade i Catalogue of Life.